# Dolmen de la Grotte
L'allée couverte de la Grotte, appelée aussi dolmen de la Grotta ou Grotte aux Fées, est un monument mégalithique situé à Cournols, au lieu-dit Sarou, dans le département français du Puy-de-Dôme.
Site archéologique, il fait l'objet d'une protection au titre des monuments historiques.

## Protection
L'édifice est classé par liste en 1889 au titre des monuments historiques.

## Description
L'édifice se situe à 800 mètres d'altitude. Bien que  le monument soit parfois mentionné comme étant une allée couverte, en partie ruinée, il s'agit selon Michel Gruet d'un authentique dolmen angevin à portique dont la dalle de couverture serait disparue. Selon le plan dressé par Jean-Baptiste Bouillet en 1846, l'édifice comportait alors treize orthostates,  délimitant un couloir, une antichambre et une chambre. Le cloisonnement interne était constitué de deux dalles séparant le couloir de l'antichambre et deux autres séparant l'antichambre de la chambre. Le chevet était lui-même constitué de deux dalles contiguës. Le tout était recouvert de deux à trois tables de couverture dont une, en trachyte rapportée du Mont-Dore selon Bouillet, qui fut brisée à deux reprises par la foudre en 1835 et 1853, et dont il ne demeure aucun vestige. Selon le plan dressé par Bouillet, la troisième dalle reposait en arrière du chevet, à l'extrémité ouest de l'édifice sur les vestiges du tumulus. L'ensemble de l'édifice mesurait 10 m à 11 m de longueur dont un tiers occupé par les vestiges du tumulus.
| Dalle                                                           | Longueur | Largeur | Épaisseur |
| --------------------------------------------------------------- | -------- | ------- | --------- |
| Orthostate no 1                                                 | 2,80 m   | 2,80 m  | 0,45 m    |
| Orthostate no 2                                                 | 1,70 m   | 1,10 m  | 0,50 m    |
| Orthostate no 3                                                 | 0,40 m   | 0,70 m  | 0,40 m    |
| Orthostate no 4                                                 | 1 m      | 1,80 m  | 0,55 m    |
| Orthostate no 5                                                 | 0,60 m   | 1,10 m  | 0,37 m    |
| Orthostate no 6                                                 | 1,05 m   | 1,40 m  | 0,37 m    |
| Orthostate no 7                                                 | 0,60 m   | 0,85 m  | 0,35 m    |
| Orthostate no 8                                                 | 0,60 m   | 1,10 m  | 0,37 m    |
| Orthostate no 9                                                 | 0,80 m   | 0,35 m  | 0,30 m    |
| Données : Inventaire des mégalithes de la France, 8-Puy-de-Dôme |          |         |           |

Actuellement, l'édifice ne comporte plus qu'une seule table de couverture et onze orthostates, le tout mesurant 5,80 m de long pour 4 m de large et 2 m de haut. Le tumulus actuel mesure 2,35 m de long par 2,40 m de large et 0,40 m de hauteur. L'unique table de couverture restante est une grande dalle (3,13 m de long par 2,10 m de large et 0,47 m d'épaisseur) en granite légèrement bombée, fracturée en diagonale d'est en ouest. Tous les orthostates sont en granite.
L'antichambre (2,35 m de long par 2,20 m de large et 1,50 m de hauteur) et la chambre (2,60 m de long par 1,50 m de large et 1,50 m de hauteur) sont de forme rectangulaire. L'ensemble ouvre à l'est.

## Fouille archéologique
L'abbé Croizet fouilla le monument en 1840 où il découvrit des haches en pierre, des coquilles d'huîtres, des pierres de fronde et quelques objets indéterminés. Une hache en bronze fut découverte à proximité de l'édifice. L'ensemble de ce matériel a désormais disparu.
En conséquence, la construction peut-être datée du Néolithique avec une réutilisation à l'âge du bronze.

## Galerie de photos

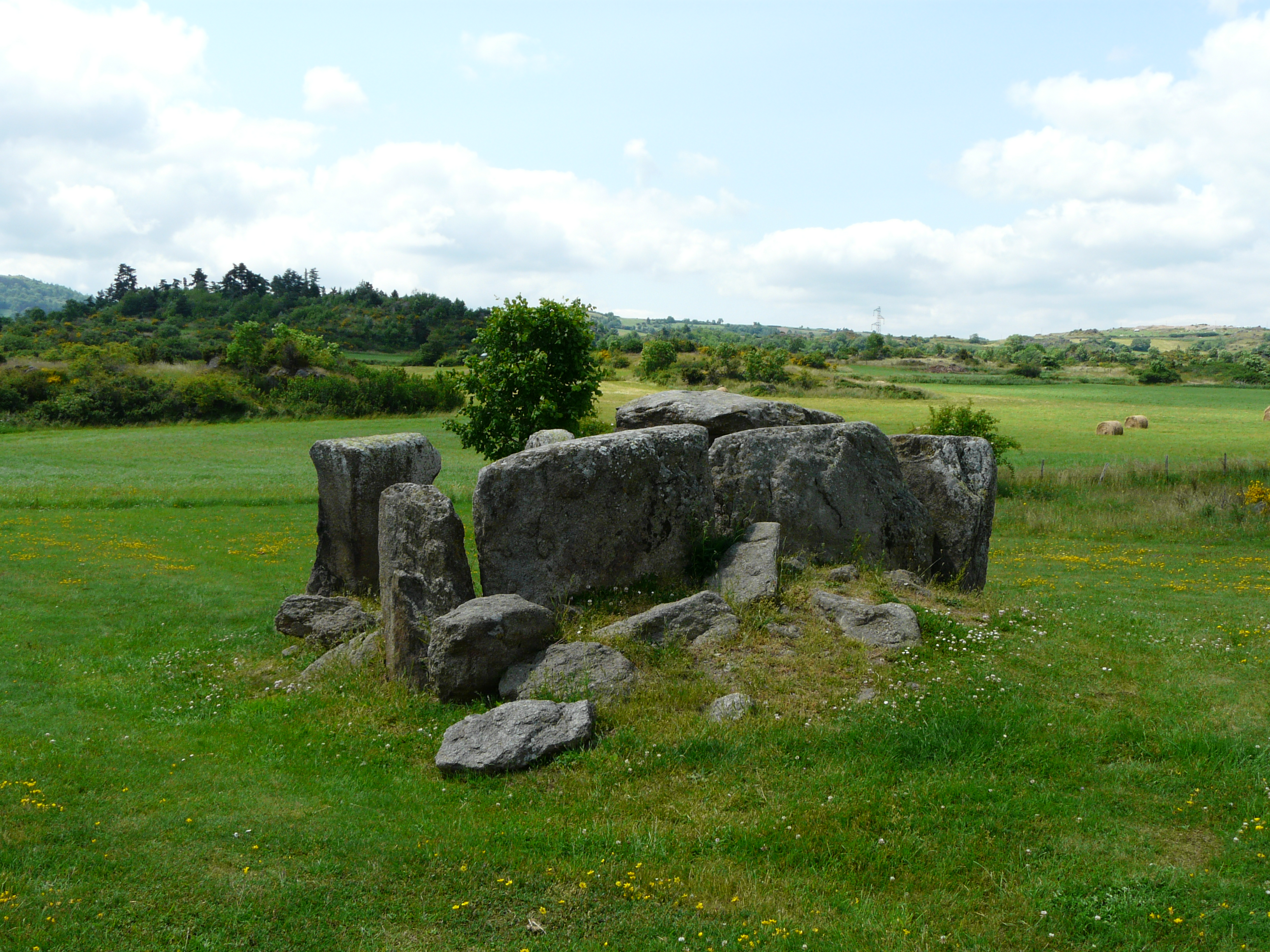
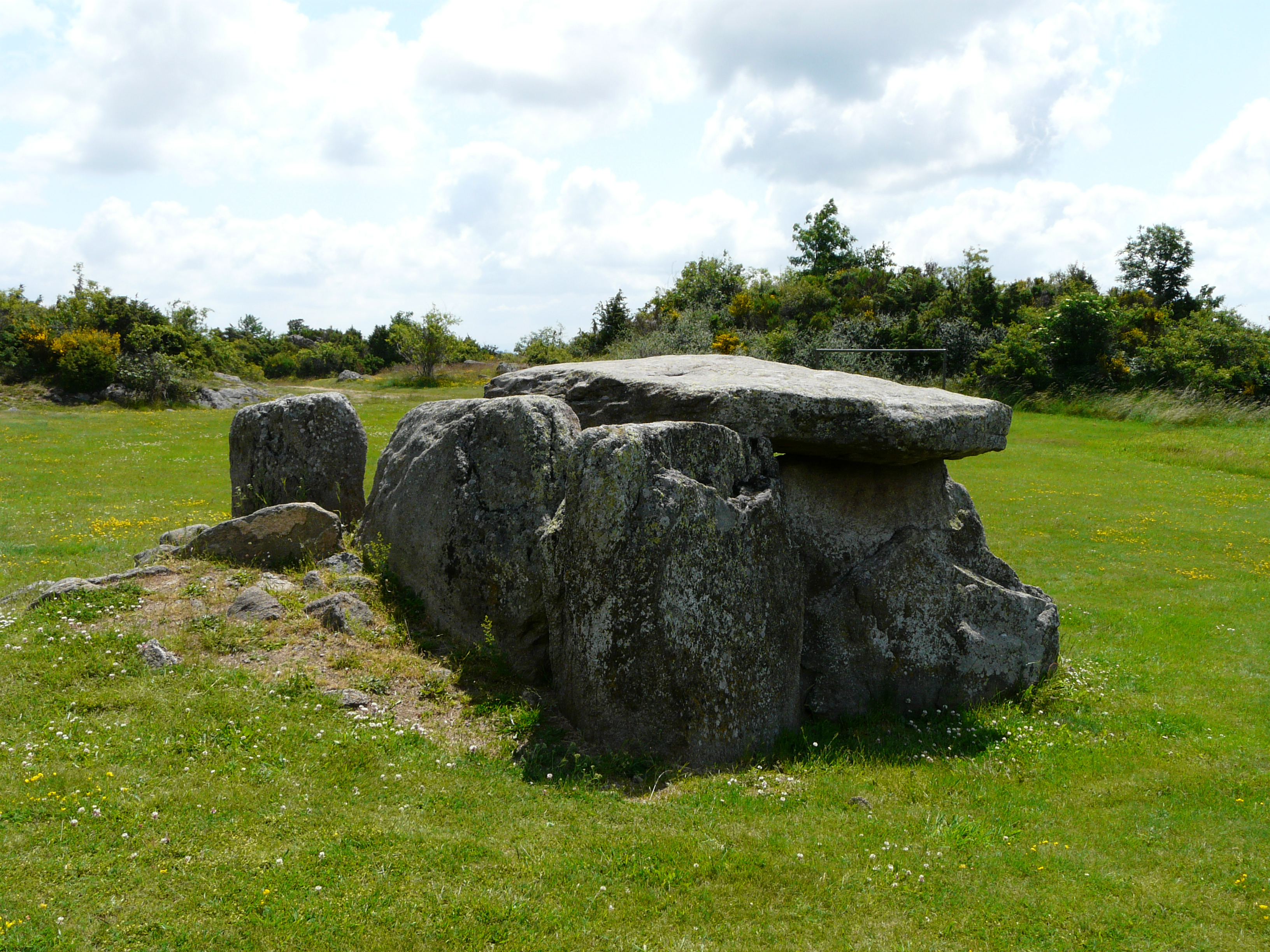
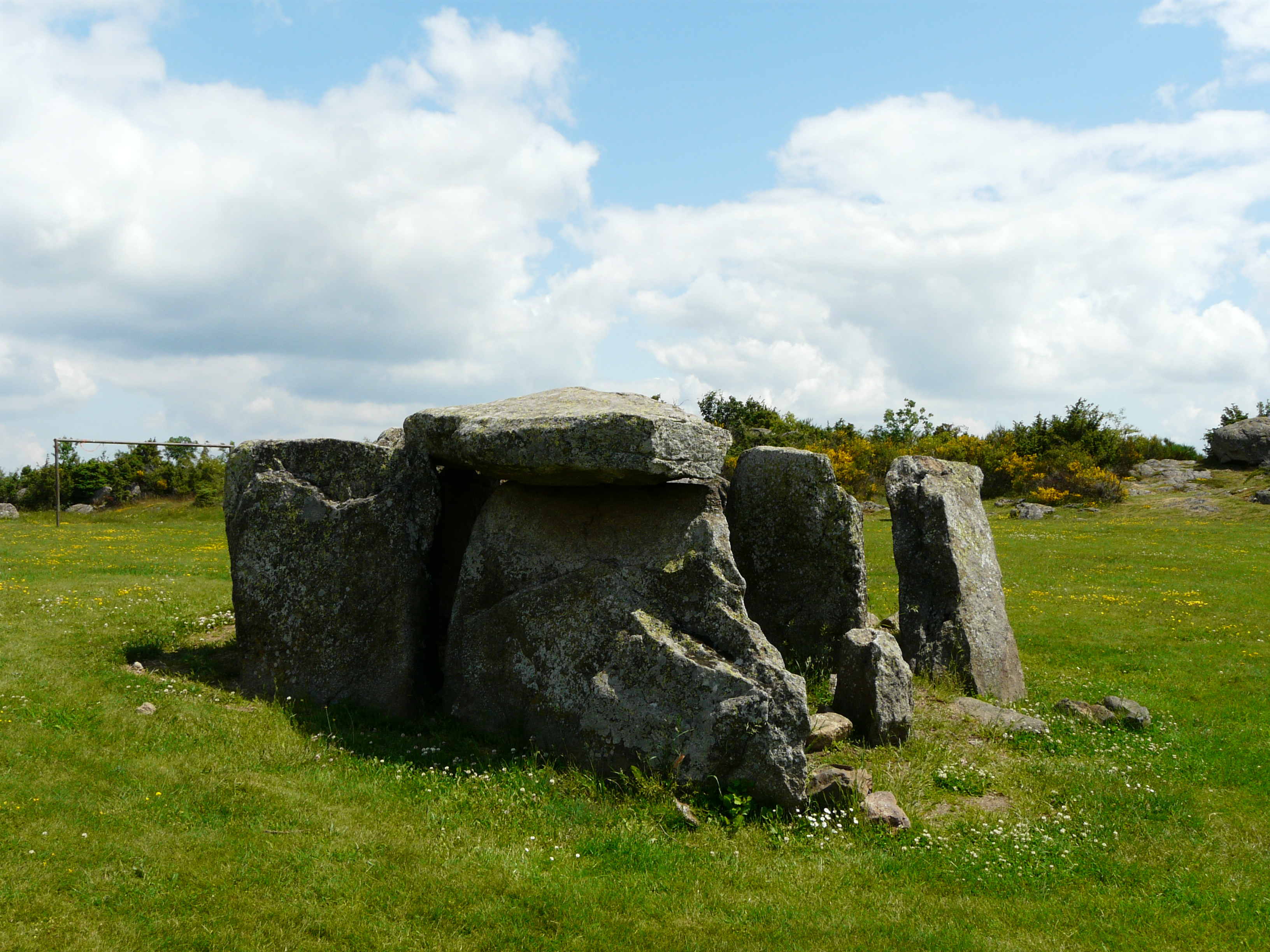
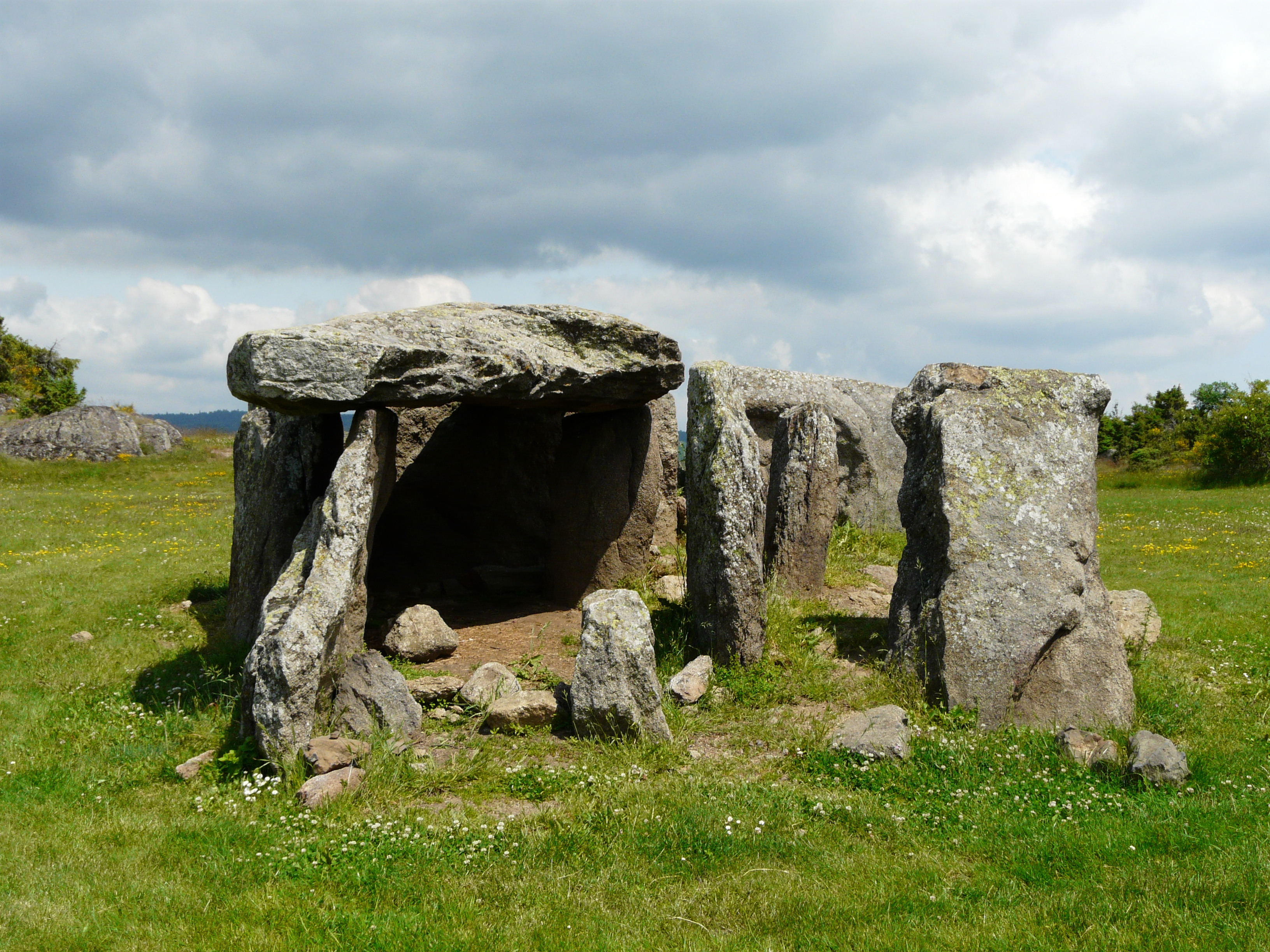